# Gentiana mirandae
Gentiana mirandae är en gentianaväxtart som beskrevs av Paray. Gentiana mirandae ingår i släktet gentianor, och familjen gentianaväxter. Inga underarter finns listade i Catalogue of Life.